# Uhlandstrasse (Berlins tunnelbana)
Uhlandstrasse är en tunnelbanestation i centrala Berlin under boulevarden Kurfürstendamm som öppnade 12 oktober 1913. Den har fått sitt namn efter den korsande gatan Uhlandstrasse. Den ritad av svenska arkitekten Alfred Grenander. Meningen var att linje U1 skulle fortsätta under hela Kurfürstendamm ut mot Halensee, men detta blev aldrig av. Stationen är idag slutstation och ligger i stadsdelen Charlottenburg. Stationen Adenauerplatz har förberetts med en nedre plattform, ifall linje U1 skulle förlängas i framtiden.
Under lång tid var det slutstationen för den tidigare linje U3 som enbart trafikerade sträckan Wittenbergplatz, Kurfürstendamm och Uhlandstrasse. Först efter 1989 började trafiken gå vidare mot Warschauer Strasse, sedan 2004 under linjenamnet U1. 

## Bilder

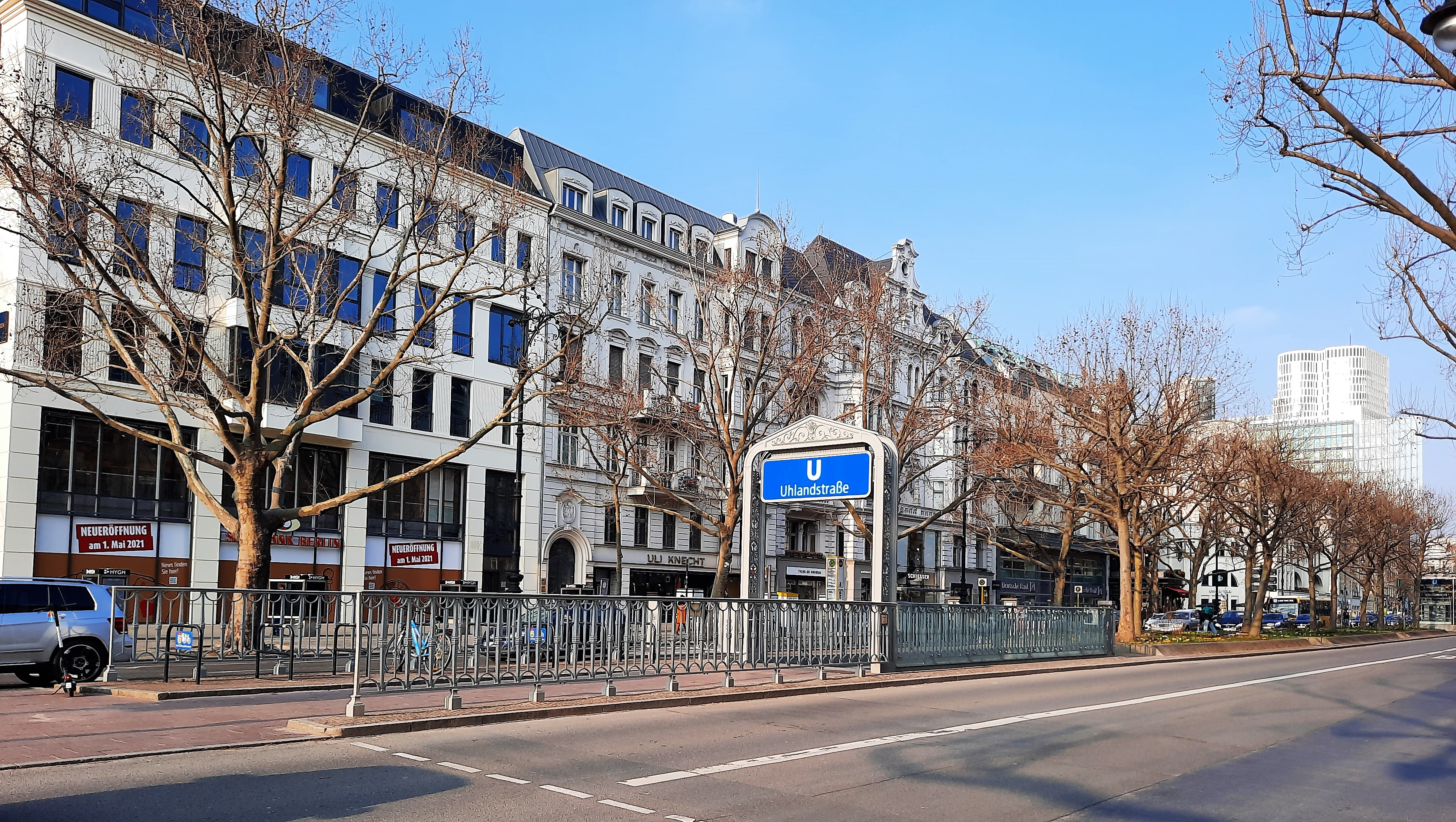
Entrén korsningen Uhlandstrasse / Kurfürstendamm
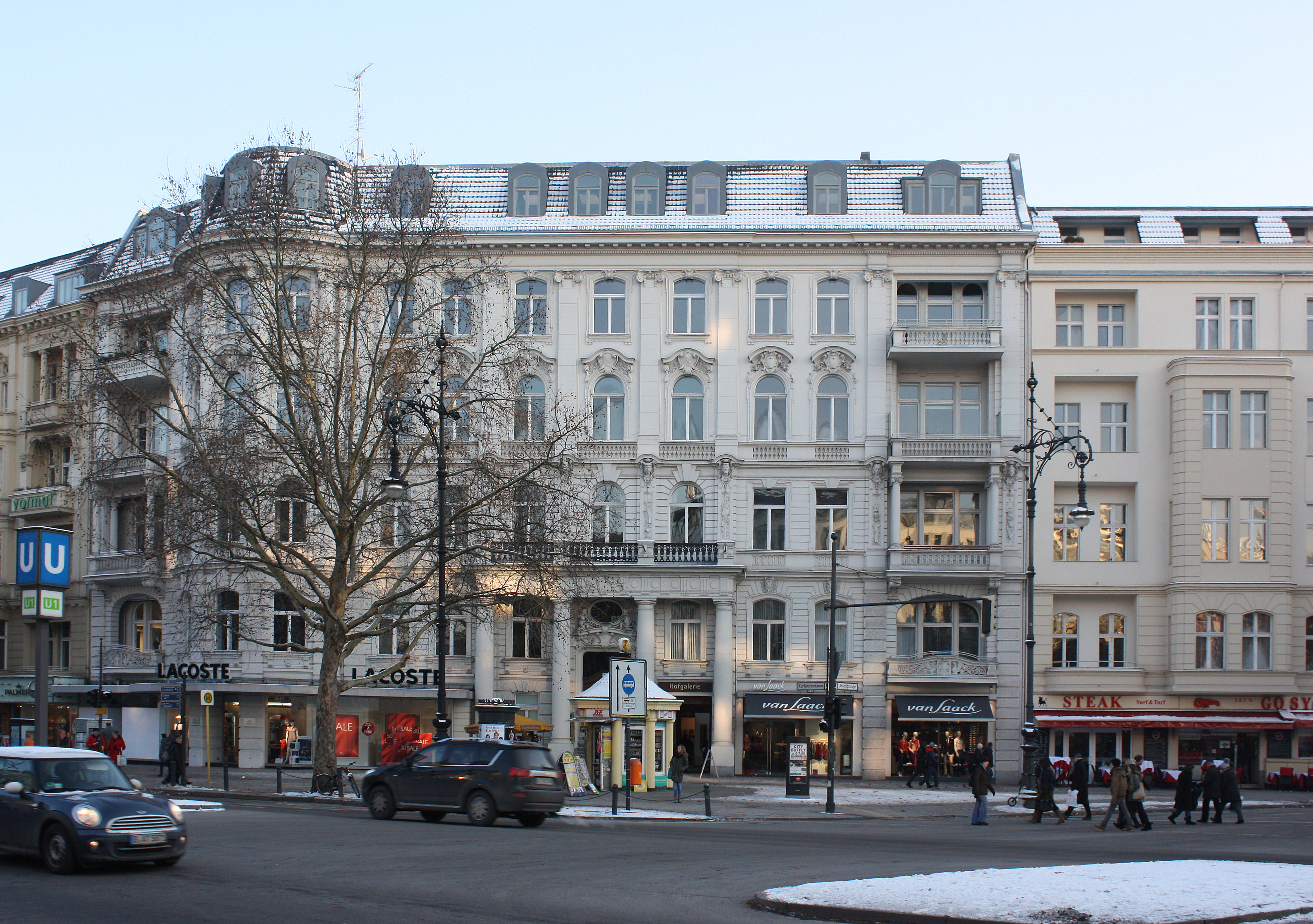
Kurfürstendamm med U-Bahnskylt
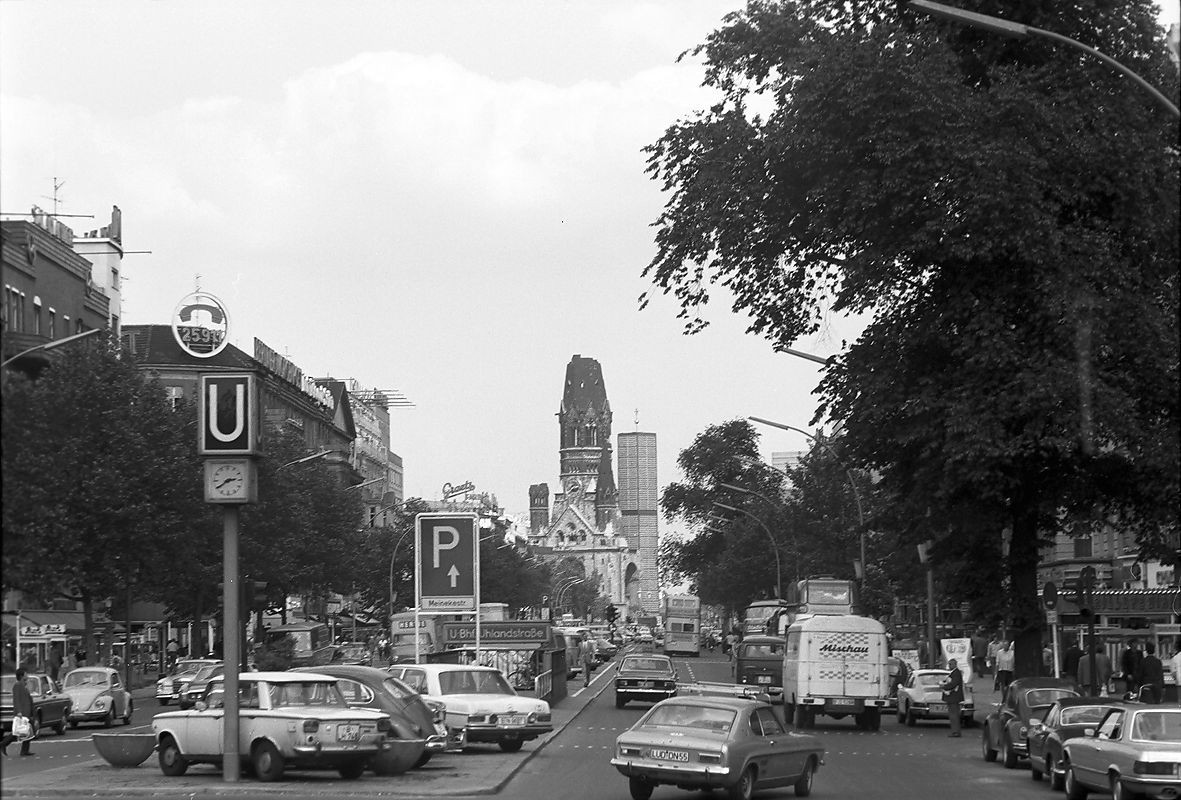
Uhlandstrasse entré 1972
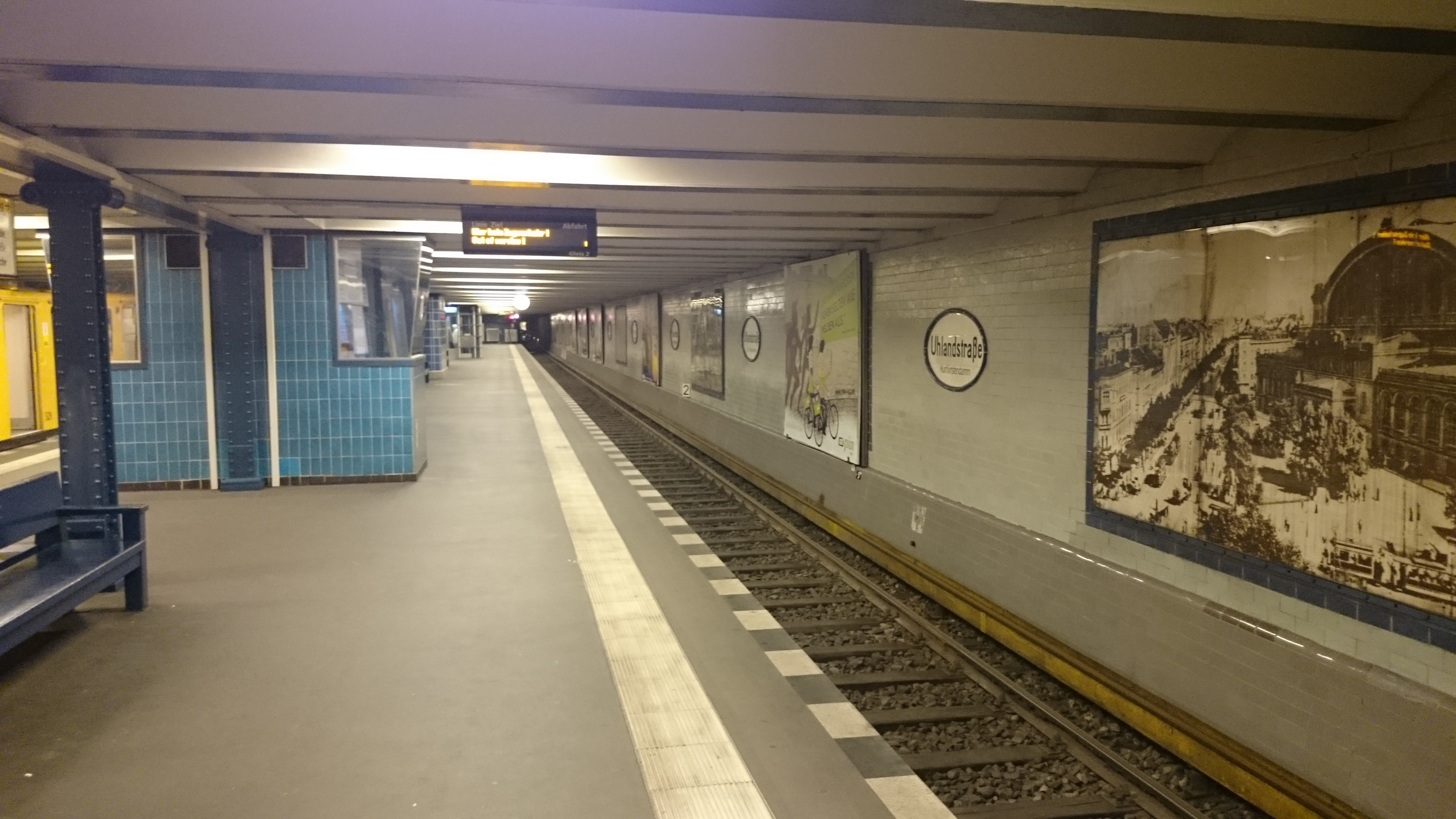
Perrongen i gammaldags stil
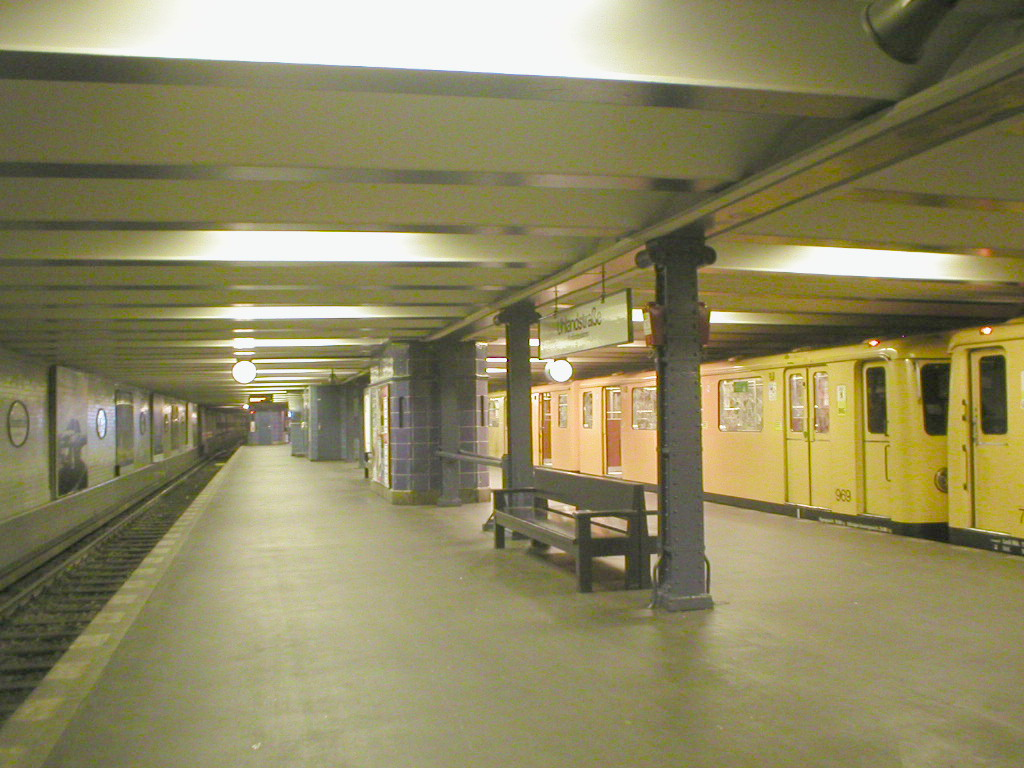
Perrongen
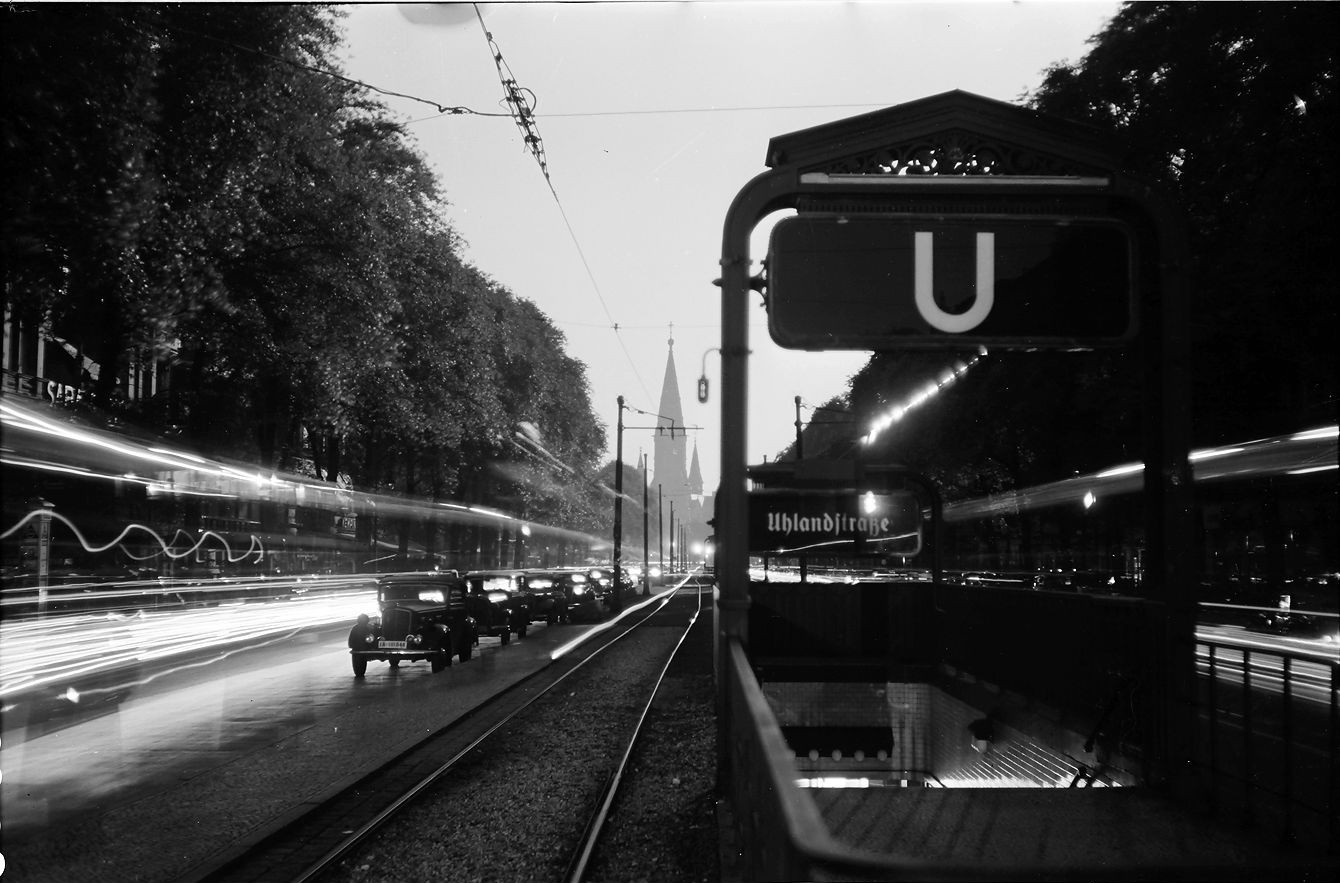
Uhlandstrasse entré 1937